# Creuzburg
Creuzburg é uma localidade e antigo município da Alemanha localizada no distrito de Wartburgkreis, estado da Turíngia. Desde 31 de dezembro de 2019, forma parte do município de Amt Creuzburg.
A cidade de Creuzburb foi membro e sede do Verwaltungsgemeinschaft de Creuzburg.